# Canoagem nos Jogos Pan-Americanos de 2023 - K-1 slalom cross masculino
A prova do K-1 slalom cross masculino da canoagem nos Jogos Pan-Americanos de 2023 foi disputada entre 27 e 29 de outubro de 2023 no Rio Aconcagua, em Los Andes. Um total de 16 canoístas de nove Comitês Olímpicos Nacionais (CON) participaram do evento.

## Calendário
Horário local (UTC−3).
| Data          | Hora  | Fase            |
| ------------- | ----- | --------------- |
| 27 de outubro | 9:30  | Tomada de tempo |
| 29 de outubro | 14:30 | Semifinais      |
| 29 de outubro | 15:50 | Final           |

## Medalhistas
| Ouro   | BRA Guilherme Mapelli  |
| Prata  | CAN Alex Baldoni       |
| Bronze | PER Eriberto Gutiérrez |

## Resultados

### Tomada de tempo
Os oito melhores tempos avançam para as semifinais, sendo que apenas um canoísta por CON poderia avançar.
| Pos. | Canoísta              | CON                | Tempo | Notas |
| ---- | --------------------- | ------------------ | ----- | ----- |
| 1    | Alex Baldoni          | CAN Canadá         | 49.74 | Q     |
| 2    | Guilherme Mapelli     | BRA Brasil         | 50.70 | Q     |
| 3    | Kyler Long            | USA Estados Unidos | 50.90 | Q     |
| 4    | Maël Rivard           | CAN Canadá         | 51.46 |       |
| 5    | Kilian Ivelic         | CHI Chile          | 51.51 | Q     |
| 6    | Pepe Gonçalves        | BRA Brasil         | 51.52 |       |
| 7    | Andraz Echeverría     | CHI Chile          | 51.79 |       |
| 8    | Matías Contreras      | ARG Argentina      | 52.00 | Q     |
| 9    | Kauã da Silva         | BRA Brasil         | 52.67 |       |
| 10   | Alexis Pérez          | VEN Venezuela      | 53.70 | Q     |
| 11   | Joshua Joseph         | USA Estados Unidos | 53.75 |       |
| 12   | Antonio Reinoso       | MEX México         | 54.70 | Q     |
| 13   | Eriberto Gutiérrez    | PER Peru           | 58.55 | Q     |
| 14   | Fernando Reinoso      | MEX México         | 61.61 |       |
| 15   | John Hunter Rodríguez | PER Peru           | 64.59 |       |
| 16   | Soloman Maragh        | JAM Jamaica        | DNS   |       |

### Semifinais
Os dois primeiros colocados de cada bateria avançam para a final.
Semifinal 1
| Pos. | Canoísta           | CON           | Notas |
| ---- | ------------------ | ------------- | ----- |
| 1    | Alex Baldoni       | CAN Canadá    | Q     |
| 2    | Eriberto Gutiérrez | PER Peru      | Q     |
| 3    | Matías Contreras   | ARG Argentina |       |
| 4    | Kilian Ivelic      | CHI Chile     |       |

Semifinal 2
| Pos. | Canoísta          | CON                | Notas |
| ---- | ----------------- | ------------------ | ----- |
| 1    | Guilherme Mapelli | BRA Brasil         | Q     |
| 2    | Antonio Reinoso   | MEX México         | Q     |
| 3    | Alexis Pérez      | VEN Venezuela      |       |
| 4    | Kyler Long        | USA Estados Unidos |       |

### Final
A posição final de cada canoísta definem os medalhistas.
| Pos.              | Canoísta           | CON        | Notas |
| ----------------- | ------------------ | ---------- | ----- |
| Medalha de ouro   | Guilherme Mapelli  | BRA Brasil |       |
| Medalha de prata  | Alex Baldoni       | CAN Canadá |       |
| Medalha de bronze | Eriberto Gutiérrez | PER Peru   |       |
| 4                 | Antonio Reinoso    | MEX México |       |